# Canta...
Canta... es el nombre del segundo álbum del cantante español Raphael. Fue producido por el compositor y productor musical español Manuel Alejandro. Fue publicado por EMI Music e Hispavox en 1966.

## Lista de canciones
1. Cuando tú no estás - 3:40
2. No vuelvas - 2:22
3. Desde aquel día - 2:57
4. El torero - 2:44
5. Mi regalo - 2:02
6. La canción del trabajo - 2:14
7. Yo soy aquel - 2:40
8. Estuve enamorado - 2:22
9. Amo - 2:31
10. Piénsalo - 2:27
11. Vuelve a empezar - 2:56
12. Poco a poco - 2:20
13. Yo no tengo a nadie